# Cheritra freja
Cheritra freja е вид пеперуда от семейство Синевки (Lycaenidae). Видът не е застрашен от изчезване.

## Разпространение и местообитание
Разпространен е в Бруней, Виетнам, Индия, Индонезия (Бали, Калимантан, Суматра и Ява), Малайзия (Западна Малайзия, Сабах и Саравак), Мианмар, Сингапур, Тайланд и Шри Ланка.
Обитава гористи местности и градини.